# Lars Herrmann (Schauspieler)
Lars Herrmann (* 1965 in Potsdam) ist ein ehemaliger deutscher Kinderdarsteller, der als Hauptdarsteller in einem DEFA-Kinderfilm bekannt wurde.

## Leben
Herrmann wurde 1965 in Potsdam als Sohn eines Landvermessers geboren. Schon im Alter von sechs Jahren stand er vor der Kamera und spielte im Fernsehfilm Er, Sie, Es von Rainer Bär das Heimkind Stefan. Es folgten kleinere Rollen in der Fernsehserie um Clown Ferdinand und eine Nebenrolle im Jugendfilm Liebe mit 16 von Herrmann Zschoche.
Im Jahr 1976 besetzte ihn Hans Kratzert mit der Hauptrolle des Ottokar Domma im Kinderfilm Ottokar der Weltverbesserer. In dem Episodenfilm nach Erzählungen des Schriftstellers Otto Häuser verkörperte der damals elfjährige Herrmann einen Schüler, der gegen Ungerechtigkeiten in der Welt vorgehen will, dabei jedoch meist selbst in Schwierigkeiten gerät. Die Dreharbeiten dauerten fast drei Monate. Ottokar der Weltverbesserer erlebte am 7. Juli 1977 auf der Freilichtbühne des Kinderferienlagers Dresenower Mühle am Plauer See seine Premiere. In der Folge lief er auch auf zahlreichen internationalen Kinderfilmfestivals. In der BRD wurde er am 13. Oktober 1977 auf dem Mannheimer IFF gezeigt. Mit über einer Million Zuschauer war der Film einer der erfolgreichsten Filme des Regisseurs Kratzert. Herrmann wurde von der Kritik für sein „herzerquickende[s] Spiel“ gelobt.
Obwohl Herrmann gerne im Filmbereich gearbeitet hätte, ließ er sich zum Klempner ausbilden, wurde später Ergotherapeut und arbeitet als Lastkraftwagenfahrer. Der passionierte Segler Herrmann lebt in Potsdam, ist geschieden und hat eine Tochter und einen Sohn.

## Filmografie (Auswahl)
- 1972: Er, Sie, Es (TV)
- 1974: Liebe mit 16
- 1977: Ottokar der Weltverbesserer